# Hot Rats
Hot Rats (рус. Пылкие новички) — второй сольный студийный альбом американского гитариста, композитора, певца Фрэнка Заппы, выпущенный 10 октября 1969 года.

## Об альбоме
Диск состоит из инструментальных композиций, за исключением «Willie the Pimp» с вокалом Капитана Бифхарта, Hot Rats был первой работой Заппы после роспуска группы The Mothers of Invention. Один из участников бывшей группы, мультиинструменталист Иэн Андервуд, сыграл важную роль в записи.

## Список композиций
Слова и музыка всех песен — Фрэнком Заппой.
| №  | Название                 | Длительность |
| -- | ------------------------ | ------------ |
| 1. | «Peaches en Regalia»     | 3:58         |
| 2. | «Willie the Pimp»        | 9:25         |
| 3. | «Son of Mr. Green Genes» | 8:58         |

| №  | Название               | Длительность |
| -- | ---------------------- | ------------ |
| 4. | «Little Umbrellas»     | 3:09         |
| 5. | «The Gumbo Variations» | 12:55        |
| 6. | «It Must Be a Camel»   | 5:15         |

| №  | Название                 | Длительность |
| -- | ------------------------ | ------------ |
| 1. | «Peaches en Regalia»     | 3:37         |
| 2. | «Willie the Pimp»        | 9:16         |
| 3. | «Son of Mr. Green Genes» | 8:29         |
| 4. | «Little Umbrellas»       | 3:03         |
| 5. | «The Gumbo Variations»   | 16:57        |
| 6. | «It Must Be a Camel»     | 5:16         |

## Позиции в хит-парадах
Еженедельные чарты:
| Хит-парад (1969—1970)            | Высшая позиция | Пребывание |
| -------------------------------- | -------------- | ---------- |
| Австралия (Kent Music Report)    | 19             | нет данных |
| Великобритания (UK Albums Chart) | 9              | 29 недель  |
| США (Billboard Top LP’s)         | 173            | нет данных |